# Lasianthus wallacei
Lasianthus wallacei är en måreväxtart som beskrevs av Eileen Adelaide Bruce. Lasianthus wallacei ingår i släktet Lasianthus och familjen måreväxter. IUCN kategoriserar arten globalt som sårbar. Inga underarter finns listade i Catalogue of Life.